# Station Monaco-Monte Carlo
Het station Monaco-Monte-Carlo is het enige spoorwegstation van het prinsdom Monaco. Het is een ondergronds gelegen station op de lijn spoorlijn Marseille-Saint-Charles - Ventimiglia. De exploitatie van het station is in handen van de Franse spoorwegmaatschappij SNCF. Er stoppen in de zomerperiode zo'n honderd treinen per dag, inclusief TGV's uit Parijs en Ventimiglia.

## Geschiedenis

Sporen en stations in Monaco

Monaco kreeg in 1868 voor het eerst een spoorwegaansluiting, waarbij het spoor vanuit Marseille naar Monte Carlo werd doorgetrokken. Hierbij werden in respectievelijk 1868 en 1869 de stations Gare de Monaco en Gare de Monte-Carlo geopend.  Het eerste werd, na de sluiting in 1965 van het tweede station, hernoemd naar Monaco-Monte Carlo. Reden hiervoor was dat er in 1958 een ondergrondse tunnel was gerealiseerd, die toeliet het spoorwegtraject tussen het station Monaco en het oosten te recupereren en het station Monte-Carlo te sluiten, wat in 1965 ook gebeurde. In de jaren '90 werd de tunnel verlengd in het kader van het onder de grond brengen van alle spoorweginfrastructuur in Monaco, teneinde nog enkele extra hectaren van het in het prinsdom zeer schaarse oppervlak te kunnen gebruiken als bouwgrond. Er is onder meer een Lycée gebouwd op het voormalig emplacement. Met de ingebruikname van deze tweede tunnel verviel dan ook het volledige bovengrondse traject en het tweede van de oude stations. Op het ondergrondse tracé gerealiseerd met de tweede tunnel werd het huidige station Gare de Monaco-Monte-Carlo gebouwd en in 1999 geopend.

## Station
Het station bevindt zich in een 466 meter lange tunnel; het stationsgedeelte daarvan is 22 meter breed en 13 meter hoog en is driesporig. Er zijn twee perrons, een eilandperron en een zijperron. Het reizigersgebouw bevindt zich loodrecht op de tunnel en vormt een soort glazen dam in de Sainte-Dévote vallei. Aan de zuidzijde bestaat de façade uit glas en wit marmer; de noordzijde wordt gevormd door een ondergrondse parkeergarage met 700 plekken verdeeld over 13 etages. Deze laatste heeft de eigenaardigheid dat deze half op Frans en half op Monegaskisch grondgebied staat. De grens, aanwezig op alle parkeerdekken en in de toegangen, is aangegeven met een stippellijn in het plafond.

## Bron
- (fr)  Lucien Chanuc, « Le rail dans la Principauté », in het tijdschrift Connaissance du Rail ISSN 0222-4844, nr 328-329 (september-oktober 2008)
- (fr)  Pascal Grassart, « La gare souterraine de Monaco prête à être inaugurée », in het tijdschrift La Vie du Rail, 8 december 1999